# Sommers
Sommers (del ruso: Соммерс), en finés: Someri, en sueco: Sommarö es una pequeña isla y un faro, situado en la parte este del Golfo de Finlandia, en el Mar Báltico, fuera de la bahía de Víborg, a unos 19 kilómetros al sur de Virolahti, Finlandia, pero que actualmente es posesión de Rusia. El faro está situado en un escollo rocoso que se eleva 16 metros sobre el Mar Báltico.

## Historia
El primer faro construido en la isla data de 1808, pero la construcción actual se construyó en 1945.